# Deuda externa

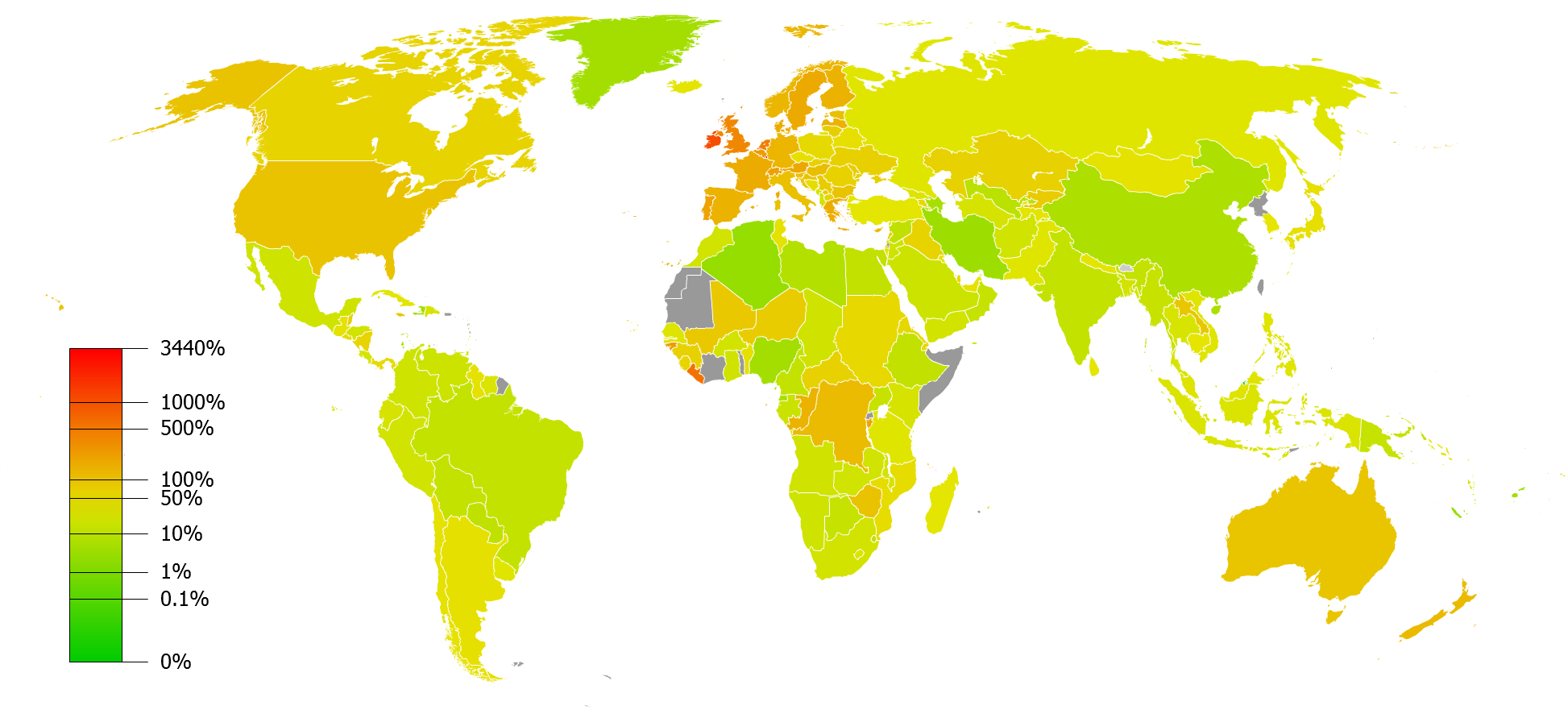
Mapa de países por deuda externa como porcentaje del PIB (2011).

La deuda externa es la suma de las deudas que tiene un país con entidades extranjeras. Se compone de deuda pública (la contraída por el Estado) y deuda privada (la contraída por empresas y particulares).
La deuda externa con respecto a otros países, comúnmente se da a través de organismos como el Fondo Monetario Internacional o el Banco Mundial.

## El origen
En 1973 el precio del petróleo se multiplicó por cuatro. Los países productores ganaban enormes cantidades de dinero, y bancos privados acudieron a estos países con tipos de interés extremadamente bajos. El 60 % de los créditos fueron a países empobrecidos. En el caso de América Latina, varios países de la región se encontraban bajo regímenes dictatoriales, que contrajeron deuda de manera imprudente o deliberada.
A finales de 2000 sucedieron cuatro hechos perjudiciales para estos países:
1. Subieron los tipos de interés (se multiplicaron por cuatro desde finales del año 1970 hasta principios del año 1980), lo que precipitó la crisis de la deuda del año 1982, que se manifestó con fuerza en los países latinoamericanos. En ese momento, se fomentó la adquisición de nuevos préstamos para hacer frente al pago de deudas impagables, provocando a raíz de esto la catástrofe económica de esa década y la multiplicación de la deuda.[cita requerida]
2. Se apreciaba fuertemente el dólar.
3. Cayó el comercio mundial y se despreciaron las exportaciones del Sur que no eran petróleo.
4. Se iniciaron los planes de ajuste estructural.

Se llegó entonces a una situación, que metafóricamente explicaba el analista Ignacio Ramonet, en la que los países del Tercer Mundo invertían más dinero en devolver los intereses de esa deuda que en su propio desarrollo: 

Usted para comprar un piso, pide un crédito de 20 millones con un interés al 5 %, pero a los tres meses el banco le sube el interés al 8 % y uno no puede quejarse. A los 6 meses, se lo sube al 20 %, con lo que el préstamo que pidió podría haberlo pagado pero con este ya no puede […] Esto es lo que ha pasado con la deuda externa. […] Ahora [los países pobres] están obligados a exportar con el objetivo de conseguir divisas para pagar los intereses de su deuda exterior. De esta forma, el país está volcado al comercio exterior y ello le impide ocuparse de su mercado interior.

Entre otras causas, la fuga de capitales privó a estos países de una fuente de ahorro interno imprescindible para el impulso del propio desarrollo.

## Endeudamiento grave

### Crisis de deuda
En economía se entiende por crisis de deuda, también conocida como crisis de deuda pública o crisis de deuda soberana, aquella situación de tensiones y dificultades que surgen en la financiación de la Hacienda pública de un país. Los problemas se pueden manifestar en la imposibilidad de pago de los compromisos asumidos por el Estado, la dificultad para encontrar inversores dispuestos a realizar nuevos préstamos o en la elevación del tipo de interés que tienen que pagar los Estados por la emisión de nueva deuda.

### Causas para un endeudamiento con entidades extranjeras
Algunas causas típicas para el grave endeudamiento con una entidad extranjera son:
- Catástrofes naturales, epidemias y similares, que obligan a pedir préstamos para paliar sus efectos.
- Inversiones en nuevas investigaciones, industrias, etc. que pueden fracasar por no haber tomado en cuenta el riesgo de cambios en los mercados u otras razones importantes.
- Mala administración de los fondos, que producen un déficit sostenido que supone cada vez más recursos externos para compensarlo.
- La negligencia (intencional o no) respecto a los efectos que las deudas excesivas pueden tener, o bien la ausencia de prerrequisitos antes de concederla. Así, autores como Marc Reffinot apuntan que un fenómeno parecido ya sucedió en la década de 1930 tras el crac del 29 y, pese a contar con esa experiencia, se permitió volver a endeudarse a las naciones.[2]
- En el Fórum 2004 de Barcelona se propuso la llamada deuda indigna, como aquella que se contrajo y se permitió contraer pese a saber que ocasionaría serios problemas a la economía y al desarrollo del país que la solicitaba. La llamada deuda indigna tiene además como requisito que al organismo o país prestamista le resultará imposible no saber los efectos que dicho crédito ocasionará al receptor.

## Condonación de la deuda externa
La progresiva aparición de más y más países lastrados por su enorme deuda causó a finales del siglo XX una progresiva conciencia en muchos sectores sociales de la necesidad de la condonación de la deuda externa a los países del tercer mundo incapaces de pagarla. Esta idea ha encontrado una fuerte resistencia entre los sectores políticos más conservadores de los países desarrollados, que no se resignan a perder el dinero prestado.
Aunque no es frecuente, varios países han condonado a otros su deuda (total o parcialmente), generalmente por estar el país reconstruyéndose tras una guerra, una catástrofe o después de un estudio sobre su economía.
En España, según la Red Ciudadana por la Abolición de la Deuda Externa, la deuda era de 68 000 millones de dólares en 1970. En una década, la deuda creció hasta 577 000 millones de dólares, aunque aún era asumible si se hubieran mantenido los términos en los que fue contratada.
En los años ochenta, recordados como la década perdida para el desarrollo, la deuda se convirtió en impagable y alcanzó tales proporciones que se convirtió en uno de los principales obstáculos para el progreso. En esa década, los países en desarrollo pagaron una factura del orden de un billón trescientos mil millones de dólares en concepto de pago del servicio de la deuda.
Con el problema de la deuda externa tras la macro campaña de presión emprendida entre 1998 y 2000 ha pasado algo parecido a lo sucedido con el 0,7 %. Los logros conseguidos, muy parciales y más encaminados a lavar la imagen ante la opinión pública que a una reforma de calado, han provocado una mezcla de escepticismo y resignación entre la ciudadanía.
Por otro lado, tras el atentado del 11 de septiembre a las Torres Gemelas de Nueva York, la coyuntura internacional en la que Estados Unidos aspira a reforzar su hegemonía ha difuminado la visibilidad del problema de la deuda externa. También existe la opinión de que la condonación de la deuda a medio o incluso a corto plazo sería inútil, pues las naciones volverían a endeudarse. Como se ha comentado más arriba, según la opinión de Marc Reffinot algo parecido ya sucedió en la década de 1930 y, pese a ello, se olvidó unos cuarenta años después.[cita requerida]
Sin embargo, nuevos enfoques como el análisis de la deuda ecológica del Norte con el Sur se han ido incorporando como parte de un argumentario más amplio que conecta con la sostenibilidad medioambiental y la exigencia de cambios en la globalización, con movimientos sociales cada vez menos estancos y más interconectados.
En todo caso, perviven diferentes organizaciones que se han constituido en observatorios de vigilancia y examinan de cerca el estado de la cuestión, que dista mucho de haberse solucionado. En el caso español, a finales de enero de 2003, Cáritas, Oxfam Intermón y el Observatorio de la Deuda en la Globalización presentaron en Porto Alegre un informe con propuestas para avanzar denunciando "la parálisis" del ejecutivo español ante este asunto.
Según el especialista Jesús Barcos: 

hoy en día la deuda sigue siendo una de las demostraciones de que la existencia de un Tercer Mundo no se entiende sin las decisiones del Primero.

También el papa Juan Pablo II atacó la deuda afirmando entre otras cosas: 

La cancelación de la deuda es, por supuesto, solamente una parte de la tarea más grande de luchar contra la pobreza y de asegurar que los habitantes de los países más pobres tengan una porción más grande del banquete de la vida. Los programas de cancelación de la deuda deben ser acompañados por la introducción de políticas económicas sanas y de un buen gobierno. Pero, tan importante como eso (si no lo es más) es que los beneficios que surgen de la cancelación lleguen a la gente más pobre, a través de un marco de inversiones exhaustivo y sostenible en las capacidades humanas, sobre todo en educación y salud. La persona humana es el recurso más valioso de cualquier nación o economía.

 (Discurso del papa en la reunión con la delegación de Jubileo 2000, 23 de septiembre de 1999).

### Iniciativa HIPC
Los países pobres altamente endeudados o PPME (en inglés: Heavily Indebted Poor Countries) conforman un grupo que se beneficia de la llamada iniciativa HIPC, creada por el G8 para aquellos países con alta deuda pública (principalmente situados en África, Asia y América). Posteriormente a la Iniciativa HIPC se lanzó la Iniciativa MDRI, distinta, pero vinculada operacionalmente.
Dichos países pobres muy endeudados, de acuerdo al lenguaje usado por las instituciones multilaterales correspondía a un grupo original de 41 países en desarrollo, de los cuales 32 tienen un PNB per cápita expresado en valores de 1993 de US$695 o menos y una razón entre el valor neto actualizado de la deuda y las exportaciones superior a 220%, o una razón entre el valor neto actualizado de la deuda y el PNB de más del 80%.

## Deuda odiosa
Existe también el concepto de Deuda odiosa, aplicado por primera vez en 1898 para establecer como ilegítima la deuda que Filipinas tenía con España, una vez que España había sido derrotada y perdido su colonia frente a Estados Unidos.
La doctrina de deuda odiosa significa que un pueblo no es responsable de la deuda en que hayan incurrido gobernantes impuestos por la fuerza. Esta doctrina está presente en la discusión de la deuda externa de algunos estados donde la deuda externa ha sido engrosada por dictaduras y gobiernos no representativos, con fines de enriquecimiento personal o corporativo, o para la represión social y política. Tal es el caso en la República Argentina.
En 1927, Alexander Sack, profesor de derecho internacional, definía en estos términos la deuda execrable:

Si un poder despótico incurre en una deuda no por las necesidades o los intereses del Estado sino para otorgar mayor fuerza a su régimen despótico, para reprimir a la población que se le enfrenta, etc., esta deuda es odiosa para la población de todo ese país.

El economista Jeff King, luego de aclarar que no es "su" definición sino un resumen de todo cuanto leyó acerca de la deuda execrable u odiosa, la define con precisión:

Deudas odiosas son aquellas contraídas contra los intereses de la población de un país y con el completo conocimiento del acreedor.

## Movimiento por la abolición de la deuda
A partir de los años noventa creció a escala internacional un importante movimiento a favor de la abolición de la deuda externa, ligado al ascenso del movimiento antiglobalización. Uno de sus momentos álgidos fue durante la cumbre del G8 de Birmingham en 1998. Desde entonces la abolición de la deuda ha estado presente en las actividades del movimiento antiglobalización y en el Foro Social Mundial. En 2008, diez años después de la cumbre de Birmingham, a modo de balance de la trayectoria del movimiento, la autora y activista antiglobalización Esther Vivas señaló que: «las protestas contra la deuda consiguieron algunos avances, especialmente, en el terreno de lo simbólico y en la percepción que la sociedad tenía de esta problemática. En los países acreedores, se difundieron las causas y las consecuencias de su pago y los vínculos con la pobreza. Mientras que en los países deudores, se puso énfasis en la responsabilidad de las instituciones internacionales en la generación y el mantenimiento de esta deuda. Sin embargo, en el terreno institucional, más allá de situar la cuestión de la deuda en la agenda política, los cambios conseguidos fueron muy pocos».

### Deuda ecológica
La deuda ecológica es un concepto utilizado de manera general en la ecología política para referirse al nivel desigual de consumo de recursos naturales, generación de emisiones de gases de efecto invernadero y generación de desechos entre los países del Norte Global y del Sur Global. Aunque no existe una definición precisa del concepto, en líneas generales se refiere al hecho de que el Sur Global exporta materias primas, recursos naturales y mano de obra hacia el Norte Global, por los cuales no recibe un precio justo, mientras que recibe la mayoría de sus desechos, desde desechos plásticos hasta residuos peligrosos. Además, el Sur Global sufre de manera desigual los impactos del calentamiento global, a pesar de que contribuye con menor cantidad de emisiones de gases de efecto invernadero.
El concepto de deuda ecológica fue acuñado en 1992 por María Luisa Robleto y Wilfredo Marcelo, del Instituto de Ecología Política de Chile. El término fue utilizado a partir de 1997 por algunas organizaciones ambientales, como Acción Ecológica de Ecuador y Amigos de la Tierra, para lanzar una campaña internacional reclamando por la justicia ambiental. La campaña formó la Alianza de los Pueblos del Sur Acreedores de la Deuda Ecológica.

## Impacto socio-ambiental de la deuda externa

### Impacto ambiental
El impacto ambiental de la deuda externa se refiere tanto a la presión ejercida sobre los ecosistemas como resultado de las obligaciones de deuda externa de los países acreedores como a la incapacidad de los países de tomar las medidas necesarias de adaptación y mitigación del cambio climático debido a sus crisis de deuda. El impacto ambiental de la deuda externa está estrechamente relacionado con el concepto de deuda ecológica. 
La economía neoclásica señala que las crisis en la balanza de pagos empuja a los países endeudados a valorar las divisas extranjeras por encima de su valor oficial. Esto lleva a los gobiernos de esos países a impulsar actividades destinadas a la exportación para obtener divisas, lo que aumenta la presión sobre el medio ambiente, particularmente en aquellas economías donde los principales productos de exportación son bienes primarios.